# RBC in het seizoen 1961/62
Het seizoen 1961/1962 was het achtste jaar in het bestaan van de Roosendaalse betaaldvoetbalclub RBC. De club kwam uit in de Eerste divisie B en eindigde op de vierde plaats. Tevens deed de club mee aan het toernooi om de KNVB beker, hierin werd in de tweede ronde verloren van Eindhoven (2–3).

## Wedstrijdstatistieken

### Eerste divisie B
|       | Be Quick | EBOH  | Elinkwijk | Enschedese Boys | Excelsior | Heerenveen | Heracles | Hermes DVS | Hilversum | HVC   | Limburgia | NOAD  | SHS   | VSV   | Wageningen | Wilhelmina | ZFC   |
| ----- | -------- | ----- | --------- | --------------- | --------- | ---------- | -------- | ---------- | --------- | ----- | --------- | ----- | ----- | ----- | ---------- | ---------- | ----- |
| Thuis | 3 – 1    | 5 – 0 | 3 – 0     | 3 – 1           | 1 – 2     | 3 – 0      | 0 – 2    | 2 – 0      | 3 – 1     | 6 – 3 | 4 – 2     | 2 – 3 | 2 – 0 | 5 – 0 | 4 – 4      | 1 – 0      | 0 – 0 |
| Uit   | 3 – 0    | 1 – 2 | 0 – 1     | 3 – 3           | 1 – 1     | 2 – 2      | 9 – 1    | 2 – 1      | 2 – 0     | 1 – 0 | 3 – 0     | 1 – 2 | 0 – 2 | 2 – 3 | 1 – 1      | 0 – 4      | 0 – 0 |

### KNVB beker
| 2e ronde                                   | Eindhoven                                                | 3 – 2 (0 – 0) | RBC                                            |
| 31 maart 1962 Plaats: Eindhoven Aalsterweg | Herman Teeuwen 50' Wim van Kessel Thieu Soers 85' (pen.) |               | 65' (e.d.) Bram Verplanke 66' Piet Bruijninckx |

## Statistieken RBC 1961/1962

### Eindstand RBC in de Nederlandse Eerste divisie B 1961 / 1962
| Stand | Gespeeld | Gewonnen | Gelijk | Verloren | Punten | Doelpunten voor | Doelpunten tegen |
| ----- | -------- | -------- | ------ | -------- | ------ | --------------- | ---------------- |
| 4e    | 34       | 18       | 7      | 9        | 43     | 70              | 50               |

### Topscorers
| #                    | Naam              | Goal |
| -------------------- | ----------------- | ---- |
| 1.                   | Piet Bruijninckx  | 20   |
| 2.                   | Kees Vermunt      | 13   |
| 3.                   | Adri Roks         | 8    |
| 4.                   | Cor van Zandvliet | 6    |
| 5.                   | Kees Cools        | 5    |
| 6.                   | René van den Boom | 4    |
| 6.                   | René Rommens      | 4    |
| 8.                   | Jan van Gorp      | 3    |
| 8.                   | Chris de Vries    | 3    |
| 10.                  | Bert van Hees     | 2    |
| 11.                  | D. van Zandvliet  | 1    |
| Onbekende doelpunten |                   |      |
| 1.                   | Onbekend          | 1    |
| Totaal               | Totaal            | 70   |

| #                | Naam                       | Goal |
| ---------------- | -------------------------- | ---- |
| 1.               | Piet Bruijninckx           | 1    |
| Eigen doelpunten |                            |      |
| –                | Bram Verplanke (Eindhoven) | 1    |
| Totaal           | Totaal                     | 2    |